# Säkerhetsspår

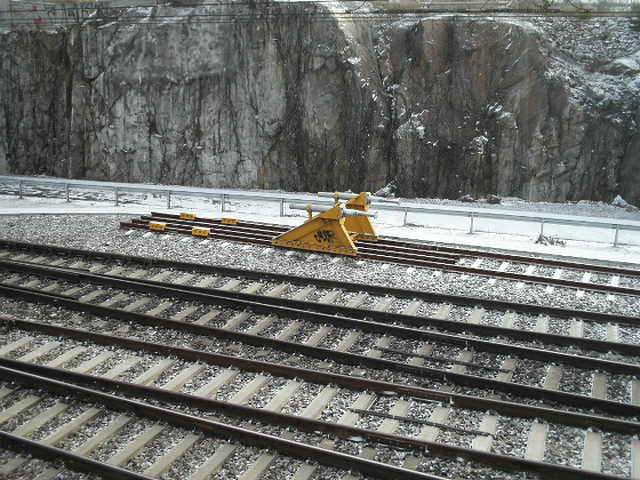
Säkerhetsspår från en skyddsväxel. Avslutas med en stoppbock. Observera att kontaktledning saknas.

Ett säkerhetsspår är ett kort spår, med en avslutande stoppbock, dit en skyddsväxel leder tåg och vagnar som råkar rulla förbi en stoppsignal där ett sidospår leder ut till ett huvudspår.
Syftet med säkerhetsspåret är att förhindra olyckor när tåg passerar på huvudspår där tåg vanligen kör förbi. Säkerhetsspåret skall förhoppningsvis aldrig komma till användning och saknar kontaktledning.